# USS LST-344
O USS LST-344 foi um navio de guerra norte-americano da classe LST que operou durante a Segunda Guerra Mundial.

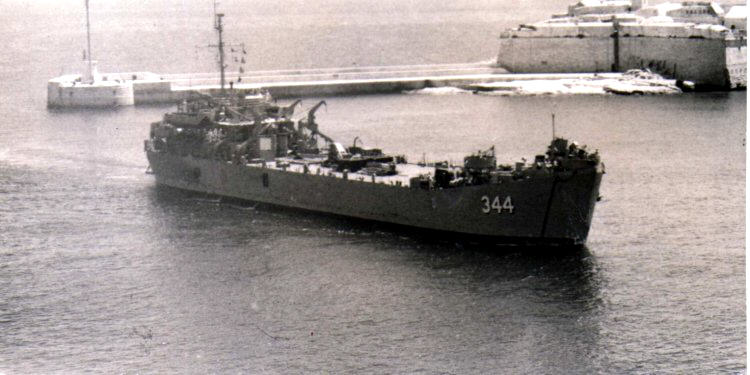
USS LST-344.